# Викинг-1
«Ви́кинг-1» — первый из двух космических аппаратов, направленных к Марсу в рамках программы НАСА «Викинг». Состоял из орбитальной станции — искусственного спутника Марса — и спускаемого аппарата с автоматической марсианской станцией.
Это был первый космический аппарат, успешно приземлившийся на поверхность Марса и полностью выполнивший программу исследований.
Автоматическая марсианская станция работала на поверхности Марса до 11 ноября 1982 года (6 лет и 116 дней по земному времени или 2245 солов). Вследствие ошибки оператора при обновлении программного обеспечения направленная антенна опустилась вниз, и связь была потеряна.
Орбитальная станция «Викинг-1» проработала до 7 августа 1980 года, после чего завершила своё существование.

## Цели
«Викинг-1» был запущен при помощи ракеты-носителя Титан-3E 20 августа 1975 года. Через 10 месяцев полёта за 5 дней до выхода на орбиту спутник начал передавать снимки всего диска Марса. 19 июня 1976 года после торможения вышел на околомарсианскую орбиту. Через двое суток, после коррекции параметры орбиты: перицентр — 1513 км, апоцентр — 33000 км, период обращения — 24.66 часа. Посадка спускаемого аппарата на поверхность Марса была запланирована на 4 июля 1976 года, в двухсотлетие со дня независимости США. Однако снимки первоначально запланированного участка посадки показали, что он оказался небезопасным. Посадка была отложена до нахождения более подходящего участка. Спускаемый аппарат отделился от орбитального в 08:51 UT 20 июля и совершил посадку в 11:53:06 UT (MSD 36455 18:40 AMT, 14 Mina 195 Дариский). Это была первая попытка мягкой посадки на Марс космического аппарата США.

### Орбитальный аппарат
Научное оборудование орбитального аппарата:
- узкоугольная телевизионная камера для получения снимков (разрешение 40 м при съёмке с высоты 1500 км);
- широкоугольная телевизионная камера для получения снимков;
- инфракрасный спектрометр для составления карт водяного пара в марсианской атмосфере;
- инфракрасный радиометр для составления тепловой карты планеты.

В орбитальном аппарате установлен ретранслятор, для передачи информации со спускаемых аппаратов (пропускная способность составляла около 10 кбит/с).
Основная программа исследований была выполнена орбитальным аппаратом к 15 ноября 1976 года, за 11 дней до соединения с Солнцем. Расширенная программа началась 14 декабря 1976, после окончания соединения. В феврале 1977 года был осуществлён ряд сближений с естественным спутником Марса Фобосом. 11 марта 1977 года перицентр орбиты был уменьшен до 300 км. Незначительные коррекции орбиты проводились в течение всего полёта прежде всего для изменения шага смещения планетоцентрической долготы с каждым облётом планеты. 20 июля 1979 года перицентр орбиты был увеличен до 357 км. В 1978 году Викинг-1 начал испытывать нехватку газа, использовавшегося в системе ориентации, но за счет тщательного планирования специалисты обеспечили получение научных данных при экономном потреблении газа в течение ещё двух лет. 7 августа 1980 года орбита была увеличена с 357 × 33943 км до 320 × 56000 км для предотвращения столкновения с Марсом и его загрязнения до 2019 года. В конце концов запасы газа полностью истощились, и 17 августа 1980 года связь была прекращена. На этот момент орбитальный аппарат совершил 1489 витков вокруг Марса.

### Спускаемый аппарат
Спускаемый аппарат с защитным лобовым экраном отделился от орбитального 20 июля 1976 года 08:51 UT. На момент отделения орбитальная скорость составляла около 4 км/с. После отстыковки были запущены маневровые реактивные двигатели для обеспечения схода с орбиты. Через несколько часов на высоте 300 км спускаемый аппарат был переориентирован для входа в атмосферу. Лобовой экран со встроенным абляционным тепловым щитом использовался для аэродинамического торможения после входа в атмосферу. На этапе спуска были проведены первичные эксперименты с помощью анализатора тормозного потенциала, масс-спектрометром определялся газовый состав атмосферы, замерены атмосферное давление и температура, также был составлен профиль плотности атмосферы. На высоте 6 км аппарат, спускаясь со скоростью 250 м/с, развернул парашют с куполом диаметром 16 метров. Семью секундами позже был отброшен лобовой экран и выдвинуты три посадочные опоры. Спустя ещё 45 секунд парашют замедлил скорость снижения до 60 м/с. На высоте 1.5 км после отделения парашюта заработали три ракетных двигателя с регулируемой тягой и через 40 секунд на скорости 2,4 м/с аппарат с небольшим толчком осуществил посадку на Марс. Использовались посадочные опоры с встроенными сотовыми амортизаторами из алюминия, которые сминаются при посадке, поглощая ударную нагрузку.
Каждый ракетный двигатель оснащался 18 соплами специальной конструкции для распределения водородо-азотистого выхлопа (соотношение 3:1) по большей площади, максимального снижение плотности реактивной струи и контроля рассеивания тепловой энергии. В НАСА подсчитали такая конструкция двигателя обеспечит, что поверхность грунта нагреется не более чем на 1 °С и будет затронуто не более 1 мм поверхностного слоя грунта. Учитывая, что большинство экспериментов Викинга было сосредоточено на работе с материалом поверхности, более простая конструкция не удовлетворяла требованиям минимального воздействия на поверхность. После посадки осталось неизрасходованным около 22 кг топлива.
Спускаемый аппарат совершил мягкую посадку на западе равнины Хриса («Золотая равнина») в точке с координатами 22°41′49″ с. ш. 48°13′19″ з. д. / 22,697° с. ш. 48,222° з. д. на высоте −2,69 км относительно референц-эллипсоида с экваториальным радиусом 3397,2 км и сжатием 0,0105 (или 22,480° с. ш. 48,967° з. д. в планетографических координатах).
Передача первого изображения поверхности началась уже через 25 секунд после посадки и заняла 4 минуты. В течение этих минут автоматическая марсианская станция провела подготовку к работе. Она выдвинула узконаправленную антенну для прямой связи с Землёй и развернула штангу с метеорологическими датчиками. В следующие 7 минут была произведена съёмка 300-градусной панорамы (см. ниже). Спустя сутки после посадки был получен первый цветной снимок поверхности Марса. Сейсмометр вообще не заработал. Его подвижный датчик, который должен был реагировать на колебания грунта, перед полётом был механически зафиксирован для защиты от повреждения при ударе о поверхность. После посадки на Марс устройство, которое должно было высвободить датчик, не сработало, и прибор остался заблокированным. Застрявшей оказалась и механическая штанга со скребком для сбора образцов грунта, но спустя пять дней её удалось освободить. Автоматическая марсианская станция имела два канала для передачи данных на Землю: ретрансляцию через орбитальный аппарат и прямая передача. При ретрансляции через спутник пропускная способность канала была в десять раз больше, чем при прямой связи.
Научное оборудование автоматической марсианской станции:
- две телевизионные камеры с круговым обзором;
- приборы для метеорологических исследований, измеряющие давление, температуру, скорость и направление ветра у поверхности;
- сейсмометр;
- газовый хроматограф в сочетании с масс-спектрометром для идентификации по молекулярному весу органических веществ, входящих в состав проб грунта, а также для анализа проб атмосферных газов;
- рентгенофлуоресцентный спектрометр для идентификации неорганических веществ, входящих в состав проб грунта;
- установка для поиска жизни в пробах грунта по таким признакам, как фотосинтез, обмен веществ и газообмен.

Для помещения в приёмные устройства последних трёх приборов проб грунта служил грунтозаборник, вынесенный на трёхметровой штанге и снабжённый скребком для копания траншей. Скребок позволял также определять механические характеристики грунта, а магниты, установленные на скребке, — собирать частицы магнитных материалов для последующей съёмки их телекамерой с использованием увеличивающего зеркала.
В январе 1982 года автоматическая марсианская станция «Викинг-1» была переименована в «Станцию-мемориал Томаса Матча» в память руководителя команды по фотографированию поверхности Марса. Станция проработала 2245 со́лов (марсианских солнечных суток, около 2306 земных суток, или 6 лет) до 11 ноября 1982, когда ошибочная команда, отправленная управлением с Земли, привела к потере контакта. Команда была предназначена для обновления программы, отвечающей за управление зарядкой уже теряющих ёмкость батарей. Однако в результате были непреднамеренно перезаписаны данные, используемые для ориентирования антенны. В последующие четыре месяца попытки установить связь со станцией, основанные на предполагаемом положении антенны, не привели к успеху.
В декабре 2006 года «Викинг-1» был сфотографирован на поверхности Марса «Марсианским разведывательным спутником».

## Результаты

### Исследование атмосферы на этапе спуска с орбиты спутника
Проведены первичные эксперименты с помощью анализатора тормозного потенциала, масс-спектрометром определялся газовый состав, замерены атмосферное давление и температура, также составлен профиль плотности атмосферы.

### Иллюстрации

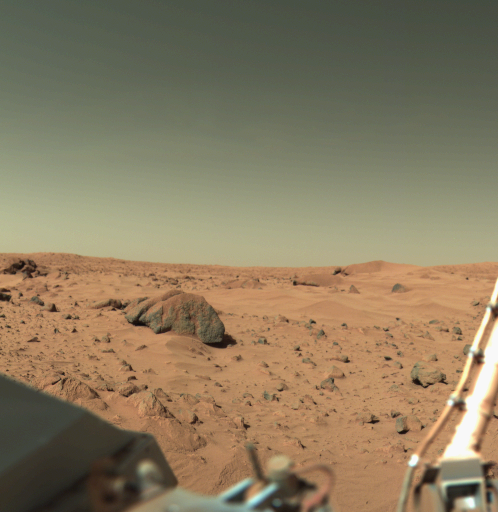
Снимок места посадки, получен камерой 1 автоматической марсианской станции «Викинг-1»

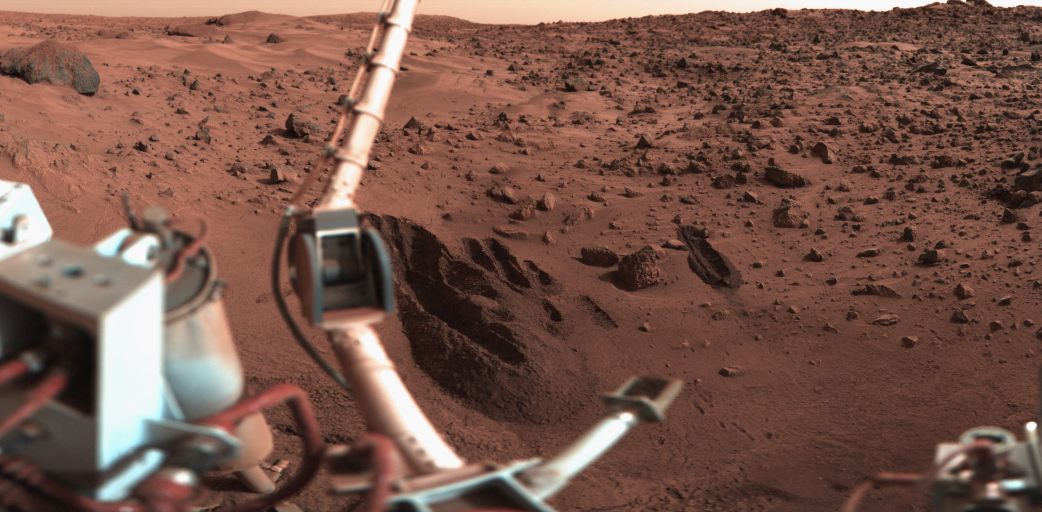
Канавки, вырытые грунтозаборником.

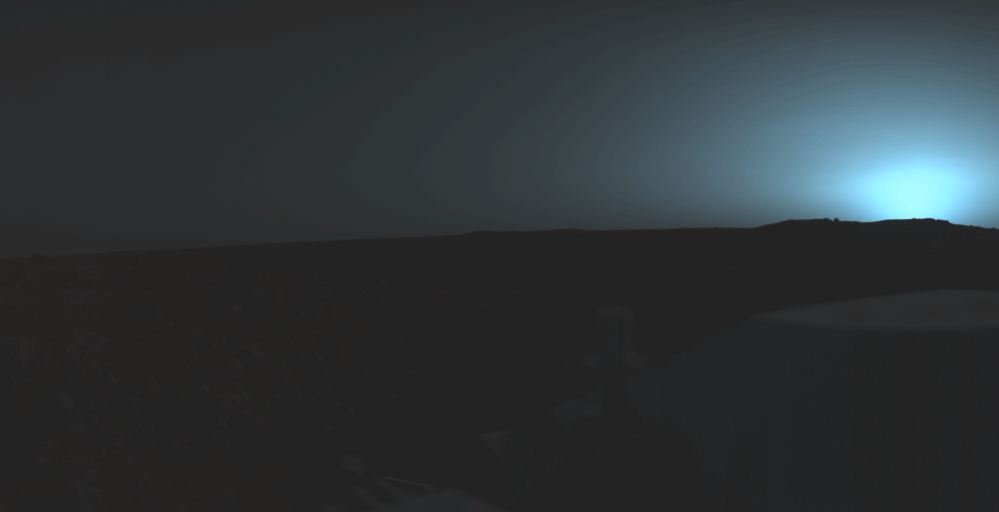
Закат, марсианская равнина Хриса 20 августа 1976 г. Солнце на два градуса ниже местного горизонта

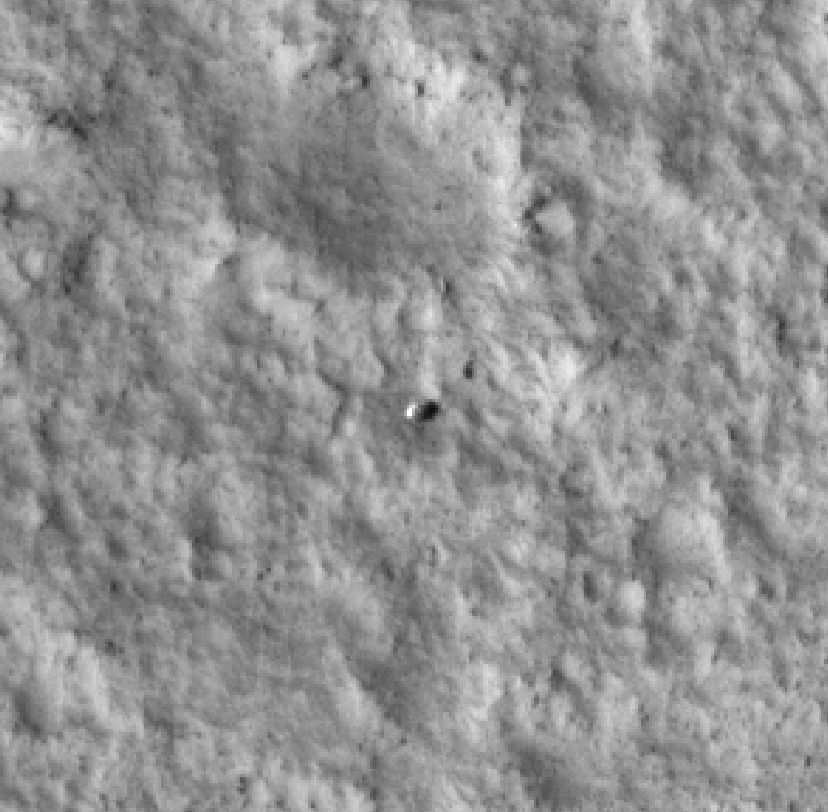
Снимок автоматической марсианской станции «Викинг-1», получен «Марсианским разведывательным спутником» в декабре 2006 года.

## Проверка Общей теории относительности
Гравитационное замедление времени — это феномен, предсказываемый ОТО, согласно которой течение времени идёт по-разному в областях с различным гравитационным потенциалом. Учёные использовали спускаемый аппарат для проверки этой гипотезы, посылая радиосигнал к аппарату и задавая инструкции для обратного ответа. Полученные результаты (эффект Шапиро) находились в полном согласии с предсказаниями ОТО.

## Места посадок автоматических станций на Марсе
Спирит

Оппортьюнити

Соджорнер
Викинг-1

Викинг-2

Феникс

Марс-3

Кьюриосити
Скиапарелли